# Sergi Barjuán
Sergi Barjuán Esclusa, känd som endast Sergi, född 28 december 1971 i Les Franqueses, är en spansk före detta fotbollsspelare som spelade i FC Barcelona under större delen av sin karriär. Han är numera tränare för FC Barcelona B. Han var provisorisk tränare för FC Barcelona under tre matcher säsongen 2021/22.

## Klubbkarriär
Sergi gjorde sin A-lagsdebut i FC Barcelona den 24 november 1993 mot Galatasaray SK i UEFA Champions League och blev därefter självskriven i klubbens förstauppställning. Han vann tre ligatitlar, två cuptitlar och två supercuptitlar samt Cupvinnarcupen 1997 samt Supercupen samma år. Han avslutade sin spelarkarriär med tre säsonger i Club Atlético de Madrid och blev därefter tränare för Barcelonas B-juniorer. 

## Internationell karriär
Kort efter sin debut i Barcelonas A-lag gjorde han den 9 februari 1994 sin seniorlandslagsdebut i en vänskapsmatch mot Polen. Han spelade totalt 56 landskamper och var med i VM 1994 och 1998 samt EM 1996 och 2000.